# Мария Карми
Мария Карми (итал. Maria Carmi, 3 марта 1880 — 4 августа 1957), урождённая Норина Джилли (итал. Norina Gilli) — итальянская кино- и театральная актриса, снималась в Германии в эпоху немого кино. Позднее была известна как княгиня Мачабели.

## Биография
Будущая актриса родилась 3 марта 1880 года во Флоренции. Её отец был итальянцем, мать — родом из Австрии. В детстве Норина заболела туберкулезом и провела какое-то время на лечении в Швейцарии. Актёрскому ремеслу она обучалась в Германии в театральном училище Макса Рейнхардта, по окончании которого взяла псевдоним — Мария Карми — и с 1907 по 1909 год работала в его театре.

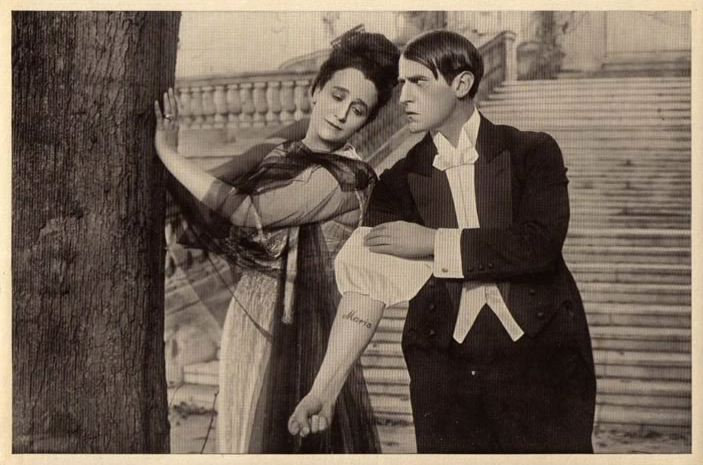
Мария Карми и Карл де Фогт в фильме «Дорога смерти» (1916)

### Карьера
После того, как Рейнхард пригласил Норину на роль Мадонны в постановку «Чудо» (поиски актрисы на эту роль заняли около двух лет), её карьера стала быстрыми темпами развиваться. Тогда же Норина вышла замуж на автора пьесы, драматурга Карла Фольмёллера.
После зрительского успеха постановки по всей Европе Рейнхард решил экранизировать пьесу, и таким образом в 1912 году актриса дебютировала в кино. Через два года она снялась в экранизации другого своего спектакля под названием «Венецианская ночь», автором сценария которого тоже был Фольмёллер, а режиссёром — Рейнхардт. Актриса довольно успешно снималась до конца 10-х годов, преимущественно в комедиях.

### Брак с Мачабели
После Первой мировой войны Мария развелась с Фольмёллером и сочеталась браком с грузинским князем-эмигрантом Георгием Мачабели, бывшим послом Грузии в Италии в 1921 году. Вместе они основали парфюмерную компанию Prince Matchabelli и в 1926 году выпустили духи под названием Princess Norina (Княгиня Норина). Дизайн флакона в форме короны Мария разработала собственноручно. В 1933 году супруги Мачабели расстались и через три года продали компанию за 250 тысяч долларов.

### Мехер Баба
В 30-х годах Мария познакомилась с индийским гуру по имени Мехер Баба и стала ярой сторонницей его учения. Она активно пропагандировала его идеи среди своих знакомых, в 1938 году основала периодическое издание Meher Baba Journal, а в начале 40-х вместе с Элизабет Чаплин Паттерсон организовала религиозную общину Meher Spiritual Center, раскинувшуюся на пятистах акрах соснового бора на побережье Атлантического океана в Мертл-Бич, Южная Каролина. Там она и скончалась 15 июня 1957 года в возрасте семидесяти семи лет. Прах Марии был погребен рядом с гробницей Мехер Бабы в городе Ахмеднагар в Индии.